# Giro d’Italia 2023
Der Giro d’Italia 2023 war die 106. Austragung der italienischen Grand Tour. Das Straßenradrennen startete am 6. Mai 2023 in Fossacesia Marina und ging am 28. Mai 2023 in Rom zu Ende. Die Rundfahrt führte über 21. Etappen und beinhaltete zwei Ruhetage.
Die Gesamtwertung gewann Primož Roglič (Jumbo-Visma), der die Maglia Rosa durch seinen Sieg im Bergzeitfahren der 20. Etappe übernahm.
Gesamtzweiter wurde Geraint Thomas (Ineos Grenadiers) mit einem Rückstand von 14 Sekunden.
Gesamtdritter wurde João Almeida (UAE Team Emirates) mit einem Rückstand von 1:15 Minuten. Almeida, der damit die Nachwuchswertung gewann, wurde auch Sieger der Bergankunft der 16. Etappe.
Gesamtvierter wurde Damiano Caruso (Bahrain Victorious) mit einem Rückstand von 4:40 Minuten. Sein Team gewann die Mannschaftswertung.
Gesamtfünfter wurde Thibaut Pinot (Groupama-FDJ) mit einem Rückstand von 5:43 Minuten. Er gewann die Bergwertung.
Gewinner der Punktewertung wurde Jonathan Milan (Bahrein Victorius), der auch die 2. Etappe im Massensprint gewann.
Zwei Fahrer konnten zwei Etappen gewinnen: Remco Evenepoel (Soudal Quick-Step) gewann die Einzelzeitfahren der 1. und 9. Etappe, musste das Rennen allerdings anschließend als Gesamtführender nach einer COVID-19-Infektion aufgeben. Nico Denz (Bora-hansgrohe) gewann aus Ausreißergruppen heraus die 12. und 14. Etappe.
Die Sonderpreise verteilten sich wie folgt: Die Zwischensprintwertung gewann Toms Skujiņš (Trek-Segafredo). Die Ausreißerwertung gewann Thomas Champion (Cofidis). Der Fair-Play-Preis ging an Groupama-FDJ und Soudal Quick-Step.
Derek Gee (Israel-Premier Tech), der aus Ausreißergruppen heraus viermal Etappenzweiter wurde (8., 10., 14. und 19. Etappe), Zweiter der Punktewertung, Bergwertung und Zwischensprintwertung wurde, wurde als kämpferischster Fahrer geehrt.

## Teilnehmende Mannschaften und Fahrer
Nach dem Reglement der Union Cycliste Internationale waren die 18 UCI WorldTeams zum Start berechtigt und verpflichtet. Zudem qualifizierten sich automatisch die zwei in der UCI-Weltrangliste des Vorjahres bestplatzierten UCI ProTeams Lotto Dstny und TotalEnergies, die jedoch auf ihr Startrecht verzichteten, wodurch der Veranstalter vier Wildcards vergeben konnte. Diese erhielten Eolo-Kometa, Green Project-Bardiani CSF-Faizanè, Israel-Premier Tech und das Team Corratec. Für jedes Team waren acht Fahrer startberechtigt.
| WorldTeams (18)- AG2R Citroën Team - Soudal Quick-Step - Ineos Grenadiers - Intermarché-Circus-Wanty - Alpecin-Deceuninck - Astana Qazaqstan Team - Bahrain Victorious - Bora-Hansgrohe - Cofidis - EF Education-EasyPost - Groupama-FDJ - Jumbo-Visma - Movistar Team - Arkéa-Samsic - Team DSM - Team Jayco AlUla - Trek-Segafredo - UAE Team Emirates ProTeams (4)- Eolo-Kometa - Green Project-Bardiani CSF-Faizanè - Israel-Premier Tech - Team Corratec-Selle Italia |
| |

Gesamtklassement
Als Favoriten auf den Gesamtsieg galten in erster Linie der Weltmeister Remco Evenepoel (Soudal-Quick Step) und Primož Roglič (Jumbo-Visma). Während Remco Evenepoel die UAE Tour und Lüttich–Bastogne–Lüttich für sich entschied, setzte sich Primož Roglič bei Tirreno–Adriatico und der Katalonien-Rundfahrt durch, die er mit einem kleinen Vorsprung vor dem Belgier gewann.
Zum erweiterten Favoritenkreis zählten João Almeida (UAE Team Emirates), der die Katalonien-Rundfahrt auf dem dritten Platz beendete und sein Teamkollege Jay Vine, der zu Beginn der Saison die Tour Down Under gewann. Die Ineos Grenadiers sandten mit Geraint Thomas, Tao Geoghegan Hart, Thymen Arensman und Pavel Sivakov gleich vier Rundfahrt-Spezialisten an den Start, wobei Tao Geoghegan Hart, der Giro-d’Italia-Sieger des Jahres 2020, zuletzt mit dem Gesamtsieg bei der Tour of the Alps aufzeigte. In Abwesenheit des Vorjahressiegers Jai Hindley führte Alexander Wlassow die Bora-hansgrohe-Mannschaft an. Trotz solider Leistungen blieb der Russe bislang jedoch hinter seinen Erwartungen zurück und teilte sich die Kapitänsrolle mit Lennard Kämna. Mit Damiano Caruso und Jack Haig wollte auch für das Bahrain Victorious Team mit zwei Kapitänen an den Start gehen. Weitere bekannte Rundfahrten-Spezialisten, die die 106. Austragung des Giro d’Italia in Angriff nahmen werden sind: Hugh Carthy, Rigoberto Urán (beide EF Education-EasyPost), Thibaut Pinot (Groupama-FDJ) und Domenico Pozzovivo (Israel-Premier Tech).
Punkte- und Bergwertung
Bei den Sprintern galten in erster Linie Mark Cavendish (Astana Qazaqstan), Fernando Gaviria (Movistar), Kaden Groves (Alpecin-Deceuninck), Mads Pedersen (Trek-Segafredo), Michael Matthews (Jayco AlUla), Davide Ballerini (Soudal-Quick Step) und Pascal Ackermann (UAE Team Emirates) als mögliche Etappensieger. Hinzu kamen mit Jonathan Milan (Bahrain Victorious), Andrea Vendrame (AG2R Citroën), Alberto Dainese (DSM), Simone Consonni (Cofidis), Magnus Cort Nielsen (EF Education-EasyPost), David Dekker (Arkéa-Samsic) und Niccolò Bonifazio (Intermarché-Circus-Wanty) weitere endschnelle Fahrer. Eine zentrale Rolle im Kampf um die Punktewertung spielte die anspruchsvolle dritte Woche, als sich entschied, welche Sprinter das Ziel der Rundfahrt Rom erreichten.
Die dritte Woche entschied auch über den Ausgang der Bergwertung, da hier der Großteil der Punkte vergeben wurde. Neben den einheimischen Fahrern waren es meist Rundfahrt-Spezialisten mit großen Zeitrückständen, die diese Sonderwertung prägten. Mit Warren Barguil (Arkéa-Samsic), Lorenzo Fortunato (Eolo-Kometa), Santiago Buitrago (Bahrain Victorious) Einer Rubio (Movistar), Joseph Dombrowski (Astana Qazaqstan) und Filippo Zana (Jayco AlUla) standdn erneut bekannte Berg-Spezialisten am Start der Rundfahrt.
Zeitfahren
Insgesamt gab es drei Zeitfahren mit einer Gesamtlänge von 72 km. Der Giro enthielt somit die meisten Einzelzeitfahrkilometer bei einer Grand Tour seit 10 Jahren. Mit Filippo Ganna (Ineos Grenadiers), Stefan Küng (Groupama-FDJ) und Rohan Dennis (Jumbo-Visma) starteten neben Remco Evenepoel und Primož Roglič zahlreiche weitere Zeitfahr-Spezialisten, die sich das erste Rosa Trikot nach dem Auftaktzeitfahren sichern konnten. Im Bergzeitfahren der vorletzten Etappe zählten jedoch die Berg-Spezialisten zu den Favoriten.

## Strecke

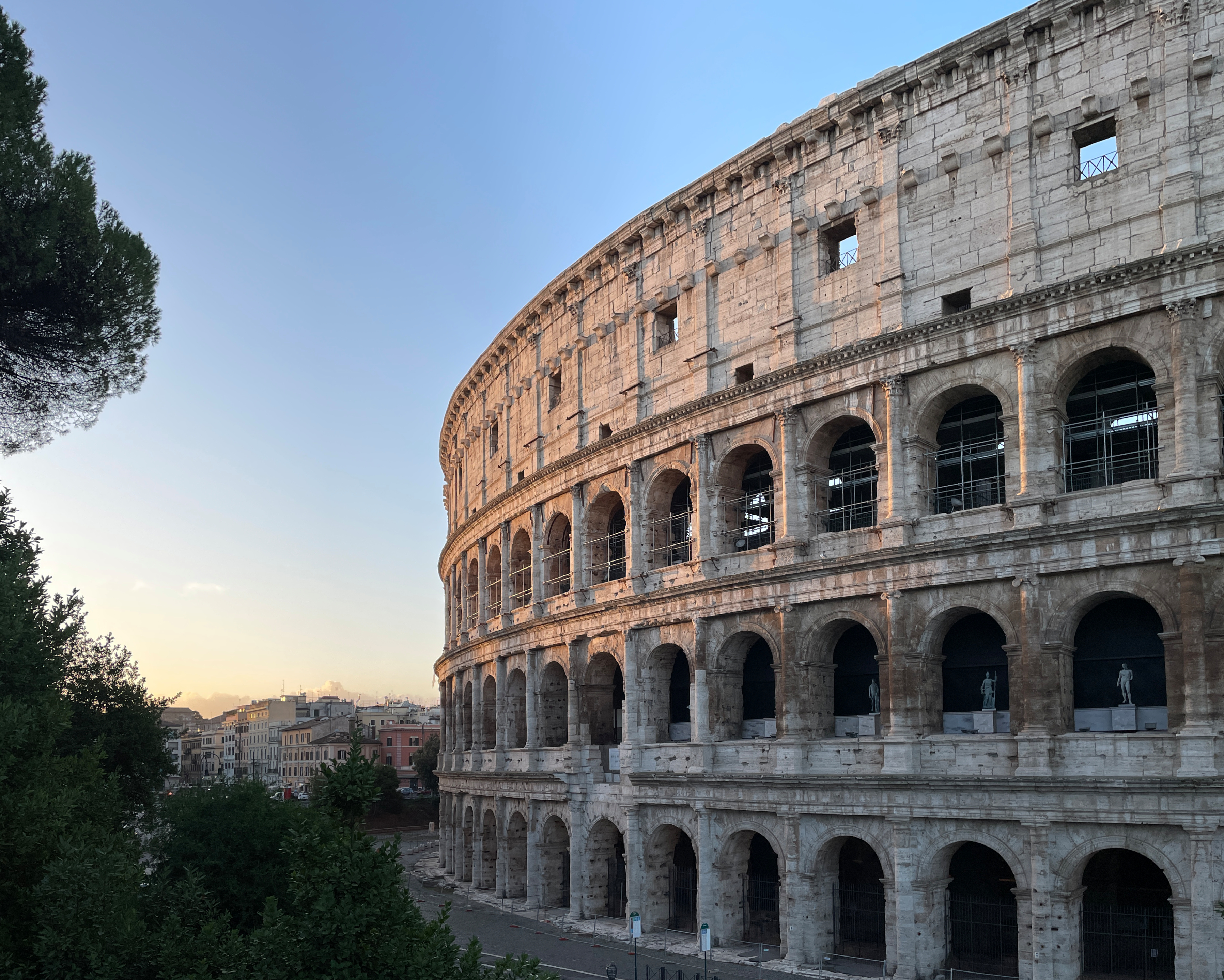
Rom als Zielort des Giro d’Italia 2023

Insgesamt mussten auf den 21 Etappen 3.348,8 Kilometer und 51.500 Höhenmeter zurückgelegt werden, was einem Tagesschnitt von 166,1 Kilometern entsprach. 2023 führte der Giro d’Italia neben Italien auch durch die Schweiz. Auf dem Programm standen: fünf flache, neun hüglige und sieben Bergetappen, von denen sechs mit einer Bergankunft enden. Zudem werden drei Etappen als Einzelzeitfahren ausgetragen, die insgesamt 73,2 Kilometer der Gesamtdistanz ausmachten. Des Weiteren wurde eines der Zeitfahren als Bergzeitfahren ausgetragen, was im Rahmen des Giro d’Italia zuletzt im Jahr 2016 der Fall war. Im Vergleich zum Vorjahr wurden nicht nur deutlich mehr Zeitfahrkilometer absolviert, sondern auch die Anzahl der Anstiege, die über 2000 Meter führen, stieg auf sieben an. Der höchste Punkt der Rundfahrt (Cima Coppi) war der Grosse St. Bernhard mit einer Höhe von 2469 Metern Seehöhe.

### Grande Partenza in den Abruzzen
Im Jahr 2023 wurde der Giro d’Italia in Italien gestartet. Der Auftakt erfolgte in den Abruzzen, die nach 2001 zum zweiten Mal den Start der Rundfahrt austrugen. Als Startort diente Fossacesia Marina, ehe es über ein 19,6 Kilometer langes Einzelzeitfahren entlang der Costa dei Trabocchi nach Ortona ging. Die Strecke verlief großteils auf flachen Straßen, ehe der letzte Kilometer leicht ansteigend in das Zentrum des Zielortes führte. Die zweite Etappe startete im Landesinneren und führte von Teramo über 201 Kilometer ins südliche San Salvo. Auch der zweite Abschnitt war, abgesehen von kürzeren Anstiegen in der ersten Rennhälfte, flach. Nach der zweiten Etappe verließ der Giro d'Italia die Abruzzen, kehrte jedoch auf der siebten Etappe mit der ersten großen Bergankunft der 106. Austragung zurück.

### Erste Woche: Apennin und Einzelzeitfahren

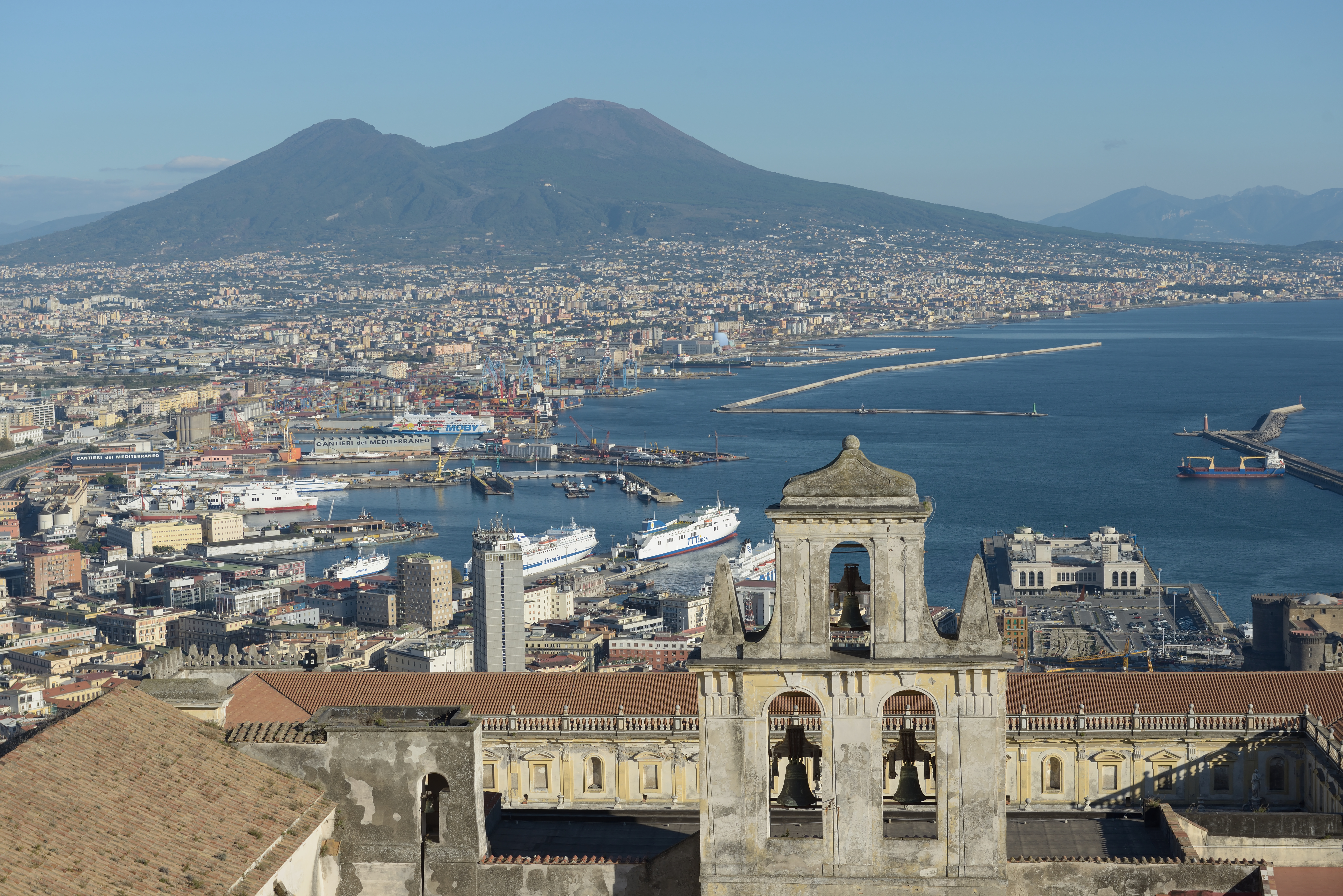
Die italienische Großstadt Neapel, mit Blick auf dem Hafen und den Vesuv

Auf der dritten Etappe führte die Italien-Rundfahrt auf dem Weg nach Melfi weiter in Richtung Süden. Im Anschluss ging es von Venosa zur ersten kleinen Bergankunft beim Lago Laceno. Rund vier Kilometer vor dem Ziel wurde mit dem Colle Molella (1087 m), ein knapp zehn Kilometer langer Anstieg überquert, der im mittleren Teil eine durchschnittliche Steigung von rund 10 % aufwies. Der fünfte Tagesabschnitt führte die Fahrer nach Salerno am Tyrrhenischen Meer. Die sechste Etappe startete und endete in Neapel und führt um den Vesuv und entlang der Amalfiküste. Nach den zwei flacheren Etappen stand am folgenden Tag die erste große Bergankunft auf dem Programm. Diese startete in Capua und führte Richtung Norden über 218 Kilometer auf den Gran Sasso, wo sie beim Campo Imperatore auf einer Höhe von 2135 Metern Seehöhe endete. Der Schlussanstieg war zwar 26,5 Kilometer lang, wies jedoch im unteren und speziell im mittleren Teil nur geringe Steigungsprozente auf. Die Durchschnittsteigung der letzten vier Kilometer lag jedoch bei über acht Prozent mit Passagen von bis zu 13 %. Die achte Etappe startete in Terni und endete in Fossombrone. Im Finale der Etappe wurde ein Rundkurs befahren, auf dem kurze, aber steile Anstieg absolviert wurden. Die letzte Etappe der ersten Woche wurde im Rahmen eines 35 Kilometer langen Einzelzeitfahrens ausgetragen, dass in der Emilia-Romagna auf flachen Straßen von Savignano sul Rubicone nach Cesena führte.

### Zweite Woche: Alpen mit Abstecher in die Schweiz

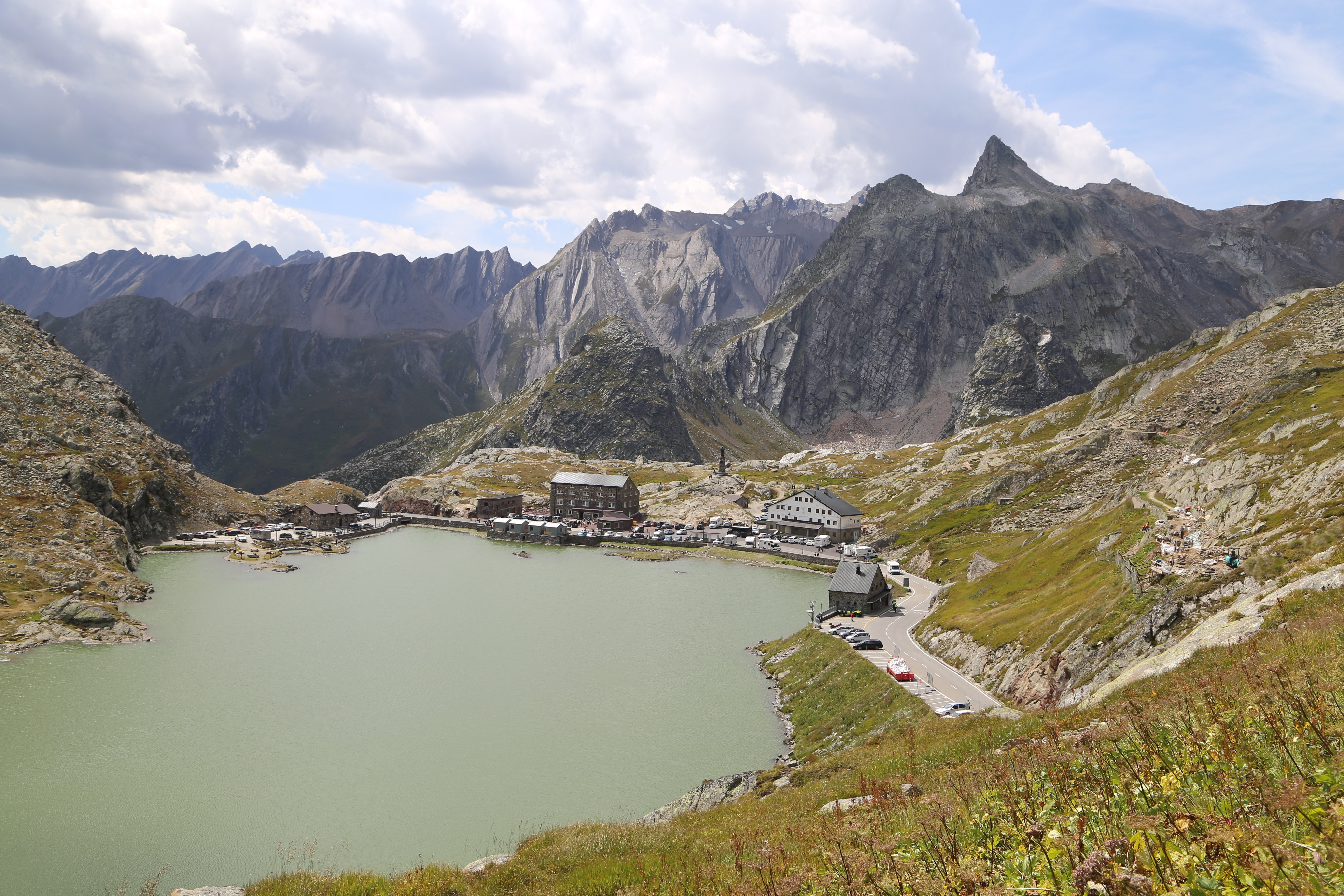
Grosser St. Bernhard

Nach dem ersten Ruhetag wurde die Rundfahrt am 16. Mai fortgesetzt und führte von Scandiano nach Viareggio. Tags drauf ging es von Camaiore kurzzeitig entlang der Küste, ehe das Piemont erreicht wurde, wo sich das Ziel in Tortona befand. Auf der 12. Etappe wurde auf dem Weg von Bra nach Rivoli mit dem Colle Braida (1007 m) der erste Anstieg in den Alpen absolviert. Die Passhöhe wurde jedoch bereits 30 Kilometer vor dem Ziel passiert. Auf der 13. Etappe stand die erste schwere Alpen-Etappe auf dem Programm. Nach dem Start in Borgofranco d’Ivrea hätte mit dem Grosser St. Bernhard auf einer Höhe von 2469 Metern das Dach der Rundfahrt (Cima Coppi) passiert werden sollen. Aufgrund der schlechten Wetterbedingungen wurde der Pass jedoch aus dem Programm genommen und die 74,6 Kilometer lange Etappe am Fuße des Croix de Coeur (2174 m) gestartet, ehe die Auffahrt zum Zielort Crans-Montana (1456 m) erfolgte. Die Schlusssteigung über Lens wies auf einer Länge von 13,1 Kilometer eine durchschnittliche Steigung von 7,2 % auf. Auf der nachfolgenden Etappe verließen die Fahrer die Schweiz wieder und passierten auf dem Weg von Siders nach Cassano Magnago den Simplonpass (2004 m), dessen Passhöhe jedoch bereits 140 Kilometer vor dem Ziel erreicht wurde. Die 15. Etappe erinnerte in ihrer Streckenführung an die Lombardei-Rundfahrt und beinhaltete die Anstiege des Valico di Valcava (1336 m), Selvino (946 m) und Valpiana (989 m). Der letzte große Anstieg wurde rund 30 Kilometer vor dem Ziel überquert, ehe es im Finale von Bergamo über den Colle Aperto (368 m) ging.

### Dritte Woche: Entscheidung in den Dolomiten

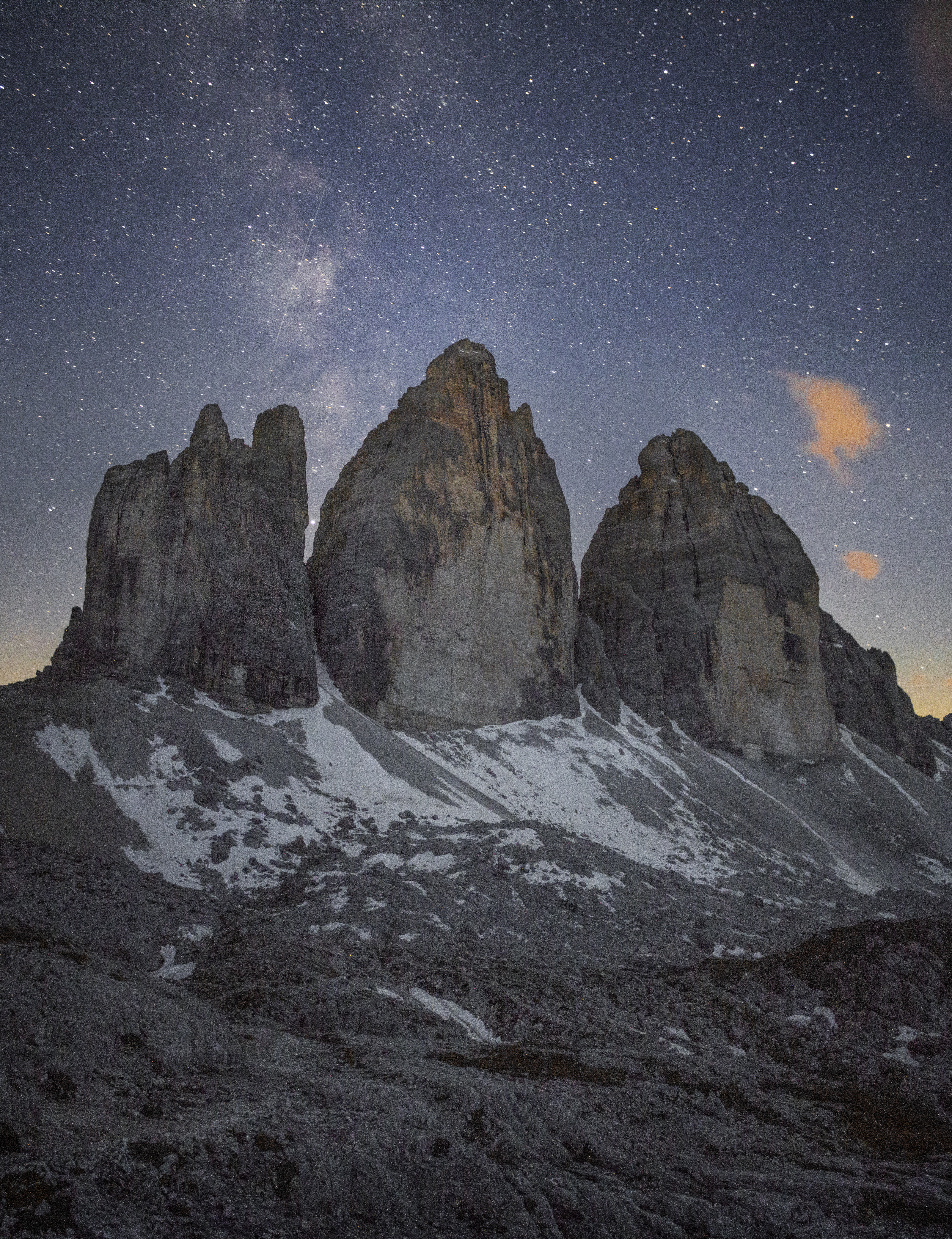
Drei Zinnen

Die dritte Woche begann mit der 16. Etappe, die von Sabbio Chiese vorbei am Gardasee auf den Monte Bondone (1570 m) führte. Der Schlussanstieg führte über 21,4 Kilometer, wobei die zweite Hälfte mit einer durchschnittlichen Steigung von rund 8 % die größte Schwierigkeit darstellte. Auf der anschließenden 17. Etappe verließ das Peloton die Alpen für eine Zielankunft in Caorle an der Obere Adria. Die 18. Etappe führte von Oderzo zurück ins Gebirge. Mit einer kleinen Bergankunft im Val di Zoldo beim Rifugio Palafavera (1518 m), wurden die letzten drei schweren Bergetappen eröffnet. Der Schlussanstieg führte zwar nur über knapp drei Kilometer, kurz zuvor wurde jedoch der Anstieg nach Coi (1501 m) befahren, der über eine Distanz von 5,8 Kilometern eine Durchschnittsteigung von 9,7 % aufwies. Die „Königsetappe“ der 106. Austragung des Giro d'Italia fand im Rahmen des 19. Abschnitts statt und führte von Longarone zu den Drei Zinnen, wo sie beim Rifugio Auronzo auf einer Höhe von 2304 Meter Seehöhe zu Ende ging. Die letzten vier Kilometer des Schlussanstiegs führten im Schnitt mit einer Steigung von über 11 % und wiesen Rampen von bis zu 18 % auf. Zuvor mussten mit dem Passo Campolongo (1875 m), Passo Valparola (2196 m), Passo Giau (2236 m) und Passo Tre Croci (1805 m) vier weitere Dolomiten-Pässe überquert werden. Die 20. Etappe bot die letzte Möglichkeit eine Veränderung im Gesamtklassement zu bewirken. Sie wurde im Rahmen eines Bergzeitfahrens ausgetragen, das über 18,6 Kilometer von Tarvis auf den Monte Lussari (1766 m) führte. Dieser neue Anstieg wurde für die Ankunft des Giro d'Italia asphaltiert und wies auf seiner Länge von 7,3 Kilometern eine durchschnittliche Steigung von 12,1 % auf. Die ersten fünf Kilometer stiegen im Schnitt mit über 15 % an, ehe gegen Ende kleine Plateaus folgten. Die 21. und letzte Etappe fand auf einem Rundkurs in der italienischen Hauptstadt Rom statt. Das Ziel befand sich unweit des Kolosseums neben dem Forum Romanum.

### Etappenliste
Die folgende Tabelle zeigt die Etappen mit Datum, Start- und Zielort, Kategorisierung und Etappenlänge. Außerdem sind der Etappensieger und der jeweils Führende in der Gesamtwertung nach der Etappe angegeben. In der ersten Spalte sind die Einzelartikel zu jeder Etappe mit detaillierten Angaben zu Platzierung und Rennverlauf angegeben.
| Etappe     | Datum   | Etappenorte                         | type                 | Länge (km) | Höhenmeter (m) | Etappensieger          | Gesamtführender    |
| ---------- | ------- | ----------------------------------- | -------------------- | ---------- | -------------- | ---------------------- | ------------------ |
| 1. Etappe  | 6. Mai  | Fossacesia – Ortona                 | Einzelzeitfahren     | 19,6       | 100 m          | Remco Evenepoel        | Remco Evenepoel    |
| 2. Etappe  | 7. Mai  | Teramo – San Salvo                  | Flachetappe          | 202        | 1.400 m        | Jonathan Milan         | Remco Evenepoel    |
| 3. Etappe  | 8. Mai  | Vasto – Melfi                       | Hügelige Etappe      | 216        | 1.400 m        | Michael Matthews       | Remco Evenepoel    |
| 4. Etappe  | 9. Mai  | Venosa – Lago Laceno                | Mittelschwere Etappe | 175        | 3.500 m        | Aurélien Paret-Peintre | Andreas Leknessund |
| 5. Etappe  | 10. Mai | Atripalda – Salerno                 | Hügelige Etappe      | 171        | 2.400 m        | Kaden Groves           | Andreas Leknessund |
| 6. Etappe  | 11. Mai | Neapel – Neapel                     | Hügelige Etappe      | 162        | 2.800 m        | Mads Pedersen          | Andreas Leknessund |
| 7. Etappe  | 12. Mai | Capua – Gran Sasso d’Italia         | Hochgebirgsetappe    | 218        | 3.900 m        | Davide Bais            | Andreas Leknessund |
| 8. Etappe  | 13. Mai | Terni – Fossombrone                 | Hügelige Etappe      | 207        | 2.500 m        | Ben Healy              | Andreas Leknessund |
| 9. Etappe  | 14. Mai | Savignano sul Rubicone – Cesena     | Einzelzeitfahren     | 35         | 50 m           | Remco Evenepoel        | Remco Evenepoel    |
|            | 15. Mai | 1. Ruhetag in Scandiano             | Ruhetag              |            |                |                        |                    |
| 10. Etappe | 16. Mai | Scandiano – Viareggio               | Hügelige Etappe      | 196        | 2.600 m        | Magnus Cort Nielsen    | Geraint Thomas     |
| 11. Etappe | 17. Mai | Camaiore – Tortona                  | Flachetappe          | 219        | 2.100 m        | Pascal Ackermann       | Geraint Thomas     |
| 12. Etappe | 18. Mai | Bra – Rivoli                        | Hügelige Etappe      | 179        | 2.300 m        | Nico Denz              | Geraint Thomas     |
| 13. Etappe | 19. Mai | Borgofranco d’Ivrea – Crans-Montana | Hochgebirgsetappe    | 74,6       | 2.500 m        | Einer Rubio            | Geraint Thomas     |
| 14. Etappe | 20. Mai | Siders – Cassano Magnago            | Hügelige Etappe      | 193        | 1.600 m        | Nico Denz              | Bruno Armirail     |
| 15. Etappe | 21. Mai | Seregno – Bergamo                   | Hochgebirgsetappe    | 195        | 3.600 m        | Brandon McNulty        | Bruno Armirail     |
|            | 22. Mai | 2. Ruhetag in Bergamo               | Ruhetag              |            |                |                        |                    |
| 16. Etappe | 23. Mai | Sabbio Chiese – Monte Bondone       | Hochgebirgsetappe    | 203        | 5.200 m        | João Almeida           | Geraint Thomas     |
| 17. Etappe | 24. Mai | Pergine Valsugana – Caorle          | Flachetappe          | 195        | 300 m          | Alberto Dainese        | Geraint Thomas     |
| 18. Etappe | 25. Mai | Oderzo – Val di Zoldo               | Mittelschwere Etappe | 161        | 3.700 m        | Filippo Zana           | Geraint Thomas     |
| 19. Etappe | 26. Mai | Longarone – Drei Zinnen             | Hochgebirgsetappe    | 183        | 5.400 m        | Santiago Buitrago      | Geraint Thomas     |
| 20. Etappe | 27. Mai | Tarvis – Monte Lussari              | Bergzeitfahren       | 18,6       | 1.050 m        | Primož Roglič          | Primož Roglič      |
| 21. Etappe | 28. Mai | Rom – Rom                           | Flachetappe          | 126        | 500 m          | Mark Cavendish         | Primož Roglič      |

## Rennverlauf
Das Einzelzeitfahren der 1. Etappe gewann Remco Evenepoel (Soudal Quick-Step) mit einem Vorsprung von 22 Sekunden auf Filippo Ganna (Ineos Grenadiers). Primož Roglič verlor als sechster 43 Sekunden auf den Etappensieger. Auch João Almeida, Jay Vine (beide UAE Team Emirates), Tao Geoghegan Hart, Geraint Thomas (beide Ineos Grenadiers) und Alexander Wlassow (Bora-hansgrohe) beendeten das Zeitfahren in den Top 10 und verloren zwischen 30 Sekunden und einer Minute. Die weiteren Gesamtklassementfahrer wie Lennard Kämna (Bora-hansgrohe), Damiano Caruso, Jack Haig (beide Bahrain Victorious), Rigoberto Urán und Hugh Carthy (beide EF Education-EasyPost) wiesen nach der ersten Etappe bereits Rückstände von rund zwei Minuten auf.
Die 2. Etappe endete in einem Massensprint, den Jonathan Milan (Bahrain Victorious) vor David Dekker (Arkéa-Samsic) und Kaden Groves (Alpecin-Deceuninck) gewann. Vier Kilometer vor dem Ziel kam es zu einem Sturz, der das Hauptfeld in zwei Gruppen teilte, wodurch Tao Geoghegan Hart, Jack Haig, Rigoberto Urán und Hugh Carthy 19 Sekunden verloren.
Die 3. Etappe gewann Michael Matthews (Jayco AlUla) aus einem reduzierten Hauptfeld vor Mads Pedersen (Trek-Segafredo) und Kaden Groves. Remco Evenepoel sicherte sich beim zweiten Zwischensprint drei Bonussekunden und baute seinen Vorsprung in der Gesamtwertung auf über eine halbe Minute aus.
Die 4. Etappe endete mit der ersten kleinen Bergankunft beim Lago Laceno (1062 m). Aurélien Paret-Peintre (AG2R Citroën) setzte sich aus einer Ausreißergruppe durch, während der Etappenzweite – Andreas Leknessund (DSM) – die Führung in der Gesamtwertung übernahm. Der Norweger lag nun 28 Sekunden vor Remco Evenepoel, der das Ziel in der Gruppe der Gesamtklassementfahrer erreichte.
Die 5. Etappe wurde von zahlreichen Stürzen überschattet, wobei auch der Weltmeister Remco Evenepoel gleich zwei Mal betroffen war. In einem chaotischen Massensprint setzte sich Kaden Groves vor Jonathan Milan und Mads Pedersen durch. In der Gesamtwertung kam es nur zu geringen Veränderungen, wobei Jay Vine über eine Minute verlor und aus den Top 10 fiel.
Die 6. Etappe endete erneut in einem Massensprint in dem sich Mads Pedersen vor Jonathan Milan und Pascal Ackermann (UAE Team Emirates) durchsetzte.
Die 7. Etappe endete mit der ersten Bergankunft auf dem Gran Sasso d’Italia. Davide Bais (Eolo-Kometa) setzte sich aus einer kleinen Ausreißergruppe durch, während es im Gesamtklassement zu keinen nennenswerten Veränderungen kam.
Auf der 8. Etappe setzte sich Ben Healy (EF Education-EasyPost) aus der Ausreißergruppe durch, nachdem er die letzten 50 Kilometer als Solist absolviert hatte. Primož Roglič griff auf dem Schlussanstieg des I Cappuccini (329 m) an und konnte sich gemeinsam mit Geraint Thomas und Tao Geoghegan Hart von Remco Evenepoel und dem gesamtführenden Andreas Leknessund absetzen. Während der Rückstand von Remco Evenepoel auf das Trio 14 Sekunden betrug, erreichte Andreas Leknessund das Ziel als 25. und verteidigte das Rosa Trikot nur um wenige Sekunden.
Auf der 9. Etappe übernahm Remco Evenepoel mit seinem zweiten Etappensieg beim zweiten Zeitfahren erneut die Gesamtführung. Der Belgier setzte sich jedoch nur eine Sekunde vor Geraint Thomas und zwei Sekunden vor Tao Geoghegan Hart durch. In der Gesamtwertung lag Remco Evenepoel nun vor dem ersten Ruhetag 45 Sekunden vor Geraint Thomas und 47 bzw. 50 Sekunden vor Primož Roglič und Tao Geoghegan Hart. João Almeida wies als Gesamtfünfter bereits einen Rückstand von einer Minute und sieben Sekunden auf. Wenige Stunden nachdem Remco Evenepoel das Rosa Trikot zurückerobert hatte, verließ er den Giro d’Italia aufgrund eines positiven Tests auf SARS-CoV-2.
Nach dem ersten Ruhetag verließen acht weitere Fahrer die Rundfahrt; darunter Alexander Wlassow. Die 10. Etappe war erneut vom Regen geprägt. Den Etappensieg sicherte sich Magnus Cort Nielsen (EF Education-EasyPost) aus einer Fluchtgruppe. Jay Vine stürzte in einer Abfahrt und verlor über zehn Minuten auf den neuen Gesamtführenden Geraint Thomas, der die Rundfahrt zwei Sekunden vor Primož Roglič und fünf Sekunden vor seinem Teamkollegen Tao Geoghegan Hart anführte.
Die 11. Etappe endete in einem Massensprint, in dem sich Pascal Ackermann vor Jonathan Milan und Mark Cavendish (Astana Qazaqstan) durchsetzte. Rund 70 Kilometer vor dem Ziel löste der Gesamtführende Geraint Thomas auf nasser Straße einen Sturz aus, in den auch Primož Roglič und Tao Geoghegan Hart verwickelt waren. Während die beiden Bestplatzierten das Rennen fortsetzen konnten, musste Tao Geoghegan Hart wegen einer Fraktur in der Hüfte den Giro d’Italia auf dem dritten Gesamtplatz liegend aufgeben.
Die 12. Etappe führte die Fahrer in die Alpen. Nico Denz (Bora-hansgrohe) setzte sich aus einer Fluchtgruppe vor Toms Skujiņš (Trek-Segafredo) und Sebastian Berwick (Israel-Premier Tech) durch. In der Gesamtwertung kam es zu keinen nennenswerten Veränderungen.
Aufgrund des anhaltenden Schlechtwetters wurde die 13. Etappe von 207 auf 74,6 Kilometer verkürzt. Bei der Bergankunft in Crans-Montana setzte sich der Kolumbianer Einer Rubio (Movistar) durch, während die Gesamtklassement-Fahrer das Ziel geschlossen erreichten.

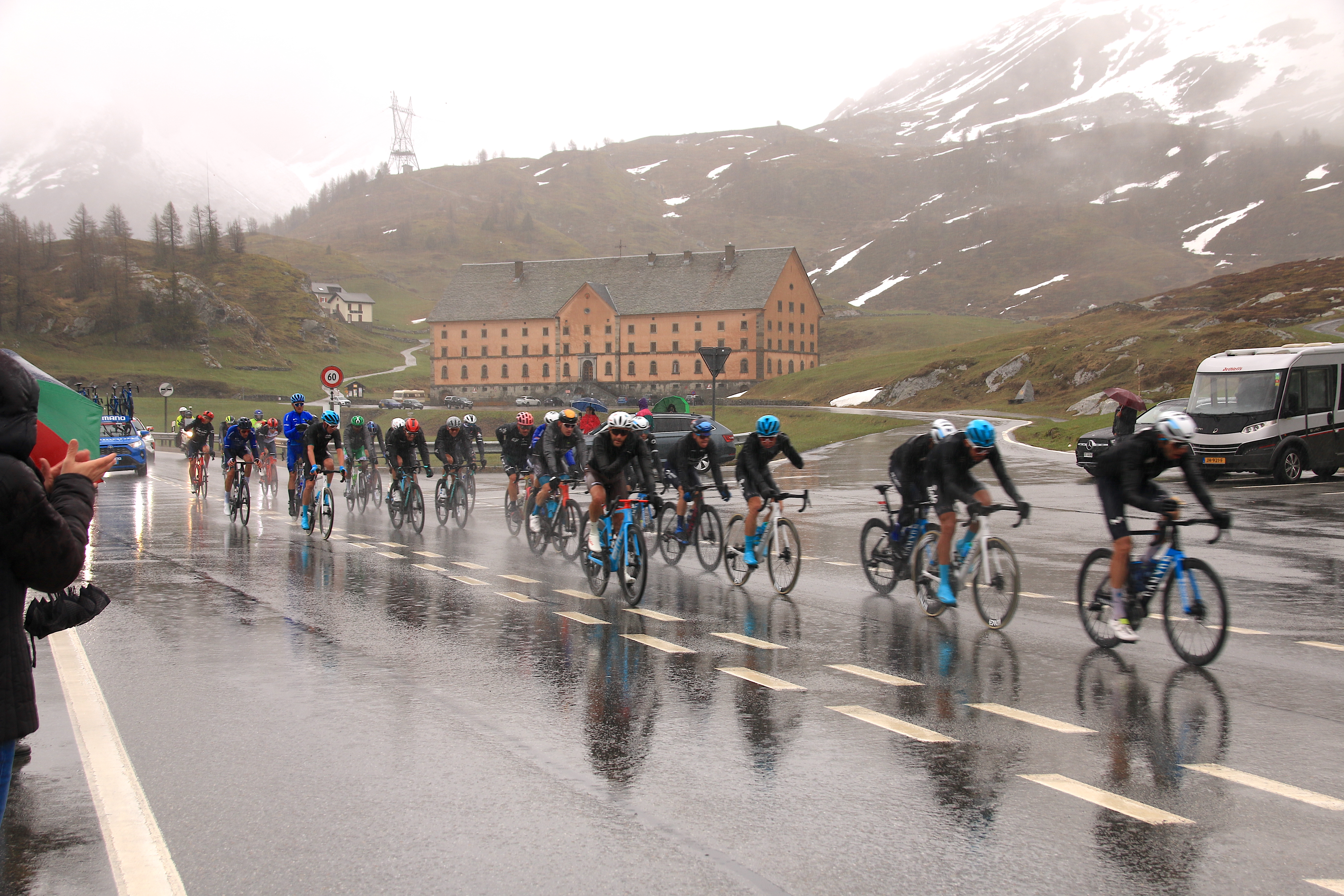
Die Fluchtgruppe überquert den Simplonpass. In der Gruppe befindet sich Bruno Armirail, der das Rosa Trikot am Ende der Etappe übernimmt.

Auf der 14. Etappe kam es zu einem Führungswechsel in der Gesamtwertung, da Bruno Armirail (Groupama-FDJ) das Ziel in der Ausreißergruppe mit einem Vorsprung rund 20 Minuten vor dem Hauptfeld erreichte. Der Franzose übernahm das Rosa Trikot und lag nun eine Minute und 41 Sekunden vor Geraint Thomas. Nico Denz setzte sich im Sprint aus einer kleinen Gruppe durch und feierte seinen zweiten Etappensieg in drei Tagen.
Die 15. Etappe gewann mit Brandon McNulty (UAE Team Emirates) erneut ein Fahrer der Ausreißergruppe. Der Amerikaner setzte sich im Sprint vor Ben Healy und Marco Frigo (Israel-Premier Tech) durch. Im Schlussanstieg, der zur Altstadt vorn Bergamo führt, verlor der gesamtführende Bruno Armirail den Anschluss zu den Gesamtklassement-Fahrern und büßte 33 Sekunden seines Vorsprungs auf Geraint Thomas ein, der als erster Verfolger nun einen Rückstand von einer Minute und acht Sekunden aufwies.

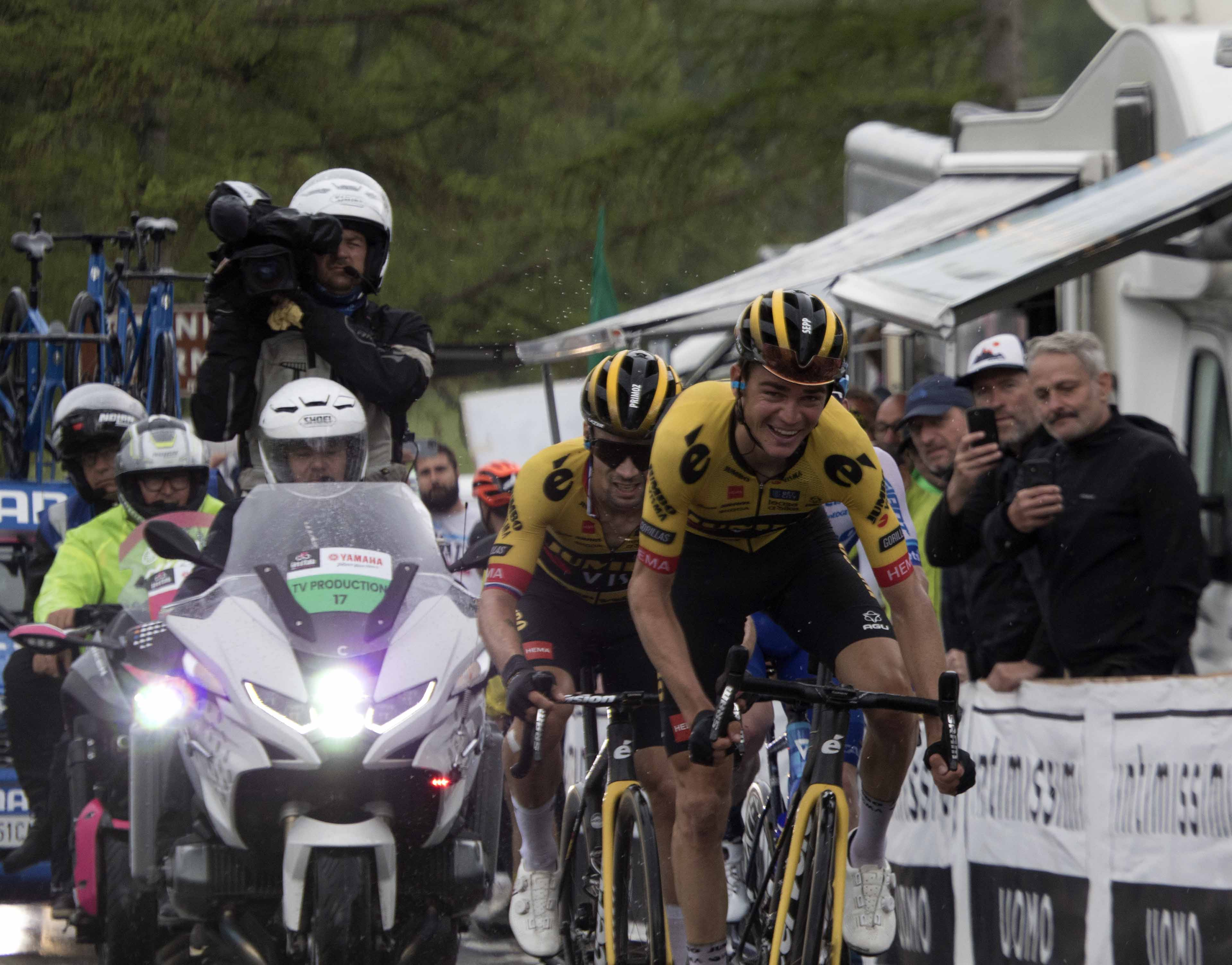
Primož Roglič (zweite Position) verliert Zeit am Monte Bondone. Geraint Thomas übernimmt die Gesamtführung

Nach dem zweiten Ruhetag kam es auf der 16. Etappe im Schlussanstieg des Monte Bondone (1570 m) zum ersten Kampf der Gesamtklassement-Fahrer. Nachdem die Jumbo-Visma Mannschaft das Tempo auf den ersten Kilometern des 21,4 Kilometer langen Anstiegs bestimmt hatte, forcierte das UAE Team Emirates um João Almeida die Geschwindigkeit. Rund 10 Kilometer vor dem Ziel fiel der Gesamtführende Bruno Armirail zurück, ehe João Almeida Angriff. Zunächst konnten ihm sowohl Geraint Thomas, Primož Roglič und Eddie Dunbar, sowie die Mannschaftskollegen Sepp Kuss (Jumbo-Visma) und Filippo Zana (Jayco AlUla) folgen, ehe der Führende der Nachwuchswertung das Tempo erneut forcierte. Rund 4,5 Kilometer vor dem Ziel fiel Primož Roglič zurück und João Almeida setzte sich gemeinsam mit Geraint Thomas ab. Im Zielsprint setzte sich João Almeida durch, während Geraint Thomas das Rosa Trikot übernahm. Primož Roglič erreichte das Ziel als dritter mit einem Rückstand von 25 Sekunden. In der Gesamtwertung lag Geraint Thomas nun 18 Sekunden vor João Almeida und 29 Sekunden vor Primož Roglič.
Die 17. Etappe endete in einem Massensprint in dem sich Alberto Dainese (DSM) knapp vor Jonathan Milan und Michael Matthews durchsetzte.
Die 18. Etappe ging im Val di Zoldo mit einer kleinen Bergankunft zu Ende. Den Tagessieg sicherte sich der italienische Meister Filippo Zana (Jayco AlUla) aus ppe. Im vorletzten Anstieg nach Coi (1501 m) setzten sich Primož Roglič und Geraint Thomas rund 20 Kilometer vor dem Ziel von den anderen Gesamtklassement-Fahrern ab und erreichten das Ziel zeitgleich als siebter und achter. Mit einem Rückstand von 21 Sekunden folgte João Almeida, der somit in der Gesamtwertung auf den dritten Rang zurückfiel.
Auf der 19. Etappe erreichte die Rundfahrt mit der Zielankunft bei den Drei Zinnen (2304 m) ihren höchsten Punkt der 106. Austragung. Mit Santiago Buitrago (Bahrain Victorious) setzte sich erneut ein Fahrer der Fluchtgruppe durch, während es zwischen den Gesamtklassement nur zu kleinen Abständen kam. Primož Roglič holte im Zielsprint drei Sekunden auf Geraint Thomas heraus, ehe João Almeida die Etappe mit einem Rückstand von 20 Sekunden auf den Gesamtführenden erreichte. Vor dem nachfolgenden Bergzeitfahren lag Geraint Thomas nun 26 Sekunden vor Primož Roglič und 59 Sekunden vor João Almeida.

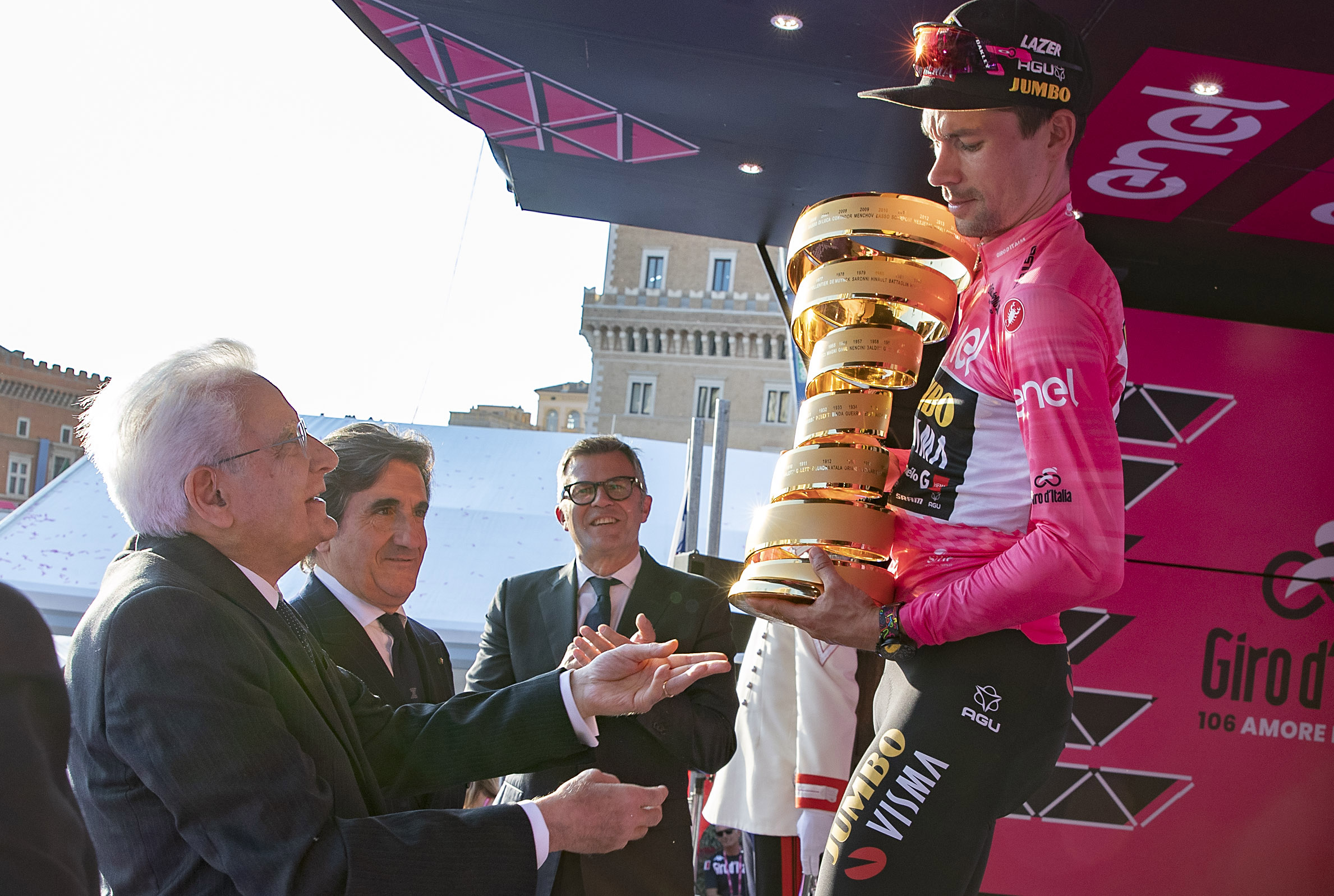
Primož Roglič gewinnt das Einzelzeitfahren auf den Monte Lussari und sichert sich die Gesamtwertung in Rom.

Das Bergzeitfahren der 20. Etappe brachte am vorletzten Tag einen Führungswechsel in der Gesamtwertung. Trotz eines technischen Defekts im Schlussanstieg auf den Monte Lussari (1766 m) gewann Primož Roglič die Etappe mit einem Vorsprung von 40 Sekunden auf Geraint Thomas und übernahm somit das Rosa Trikot. João Almeida beendete das Zeitfahren auf dem dritten Rang und sicherte somit den verbliebenen Podestplatz ab.
Den finalen Sprint der 21. Etappe in Rom gewann Mark Cavendish vor Alex Kirsch (Trek-Segafredo) und Filippo Fiorelli (Green Project-Bardiani CSF-Faizanè). Primož Roglič gewann die Gesamtwertung 14 Sekunden vor Geraint Thomas und eine Minute und 15 Sekunden vor João Almeida.

## Reglement
Es galt das Reglement der Union Cycliste Internationale (UCI) für Etappenrennen. In Ergänzung dieser Regelungen legt das Sonderreglement des Veranstalters die Höhe der Preisgelder (soweit nicht Mindestpreisgelder vorgeschrieben sind), die Festlegung von Etappen mit zu erwartenden Sprintankünften als Grundlage der Regeln für die Ermittlung von Zeiten bei Flachetappen, die Zeitbonifikationen, die Punktevergabe für die Punkte- und Bergwertung, die Regelungen weiterer Sonderwertungen und die Karenzzeiten wie nachfolgend beschrieben fest.

### Preisgelder
Insgesamt wurden für die verschiedenen Wertungen Preisgelder in Höhe von ca. 1.500.000 Euro vergeben.

### Gesamtwertung und Nachwuchswertung
Der Führende der Gesamtwertung trug das Rosa Trikot (Maglia Rosa). Die Gesamtwertung ergab sich wie stets bei Etappenrennen aus der Addition der gefahrenen Zeiten, abzüglich der Bonussekunden, die außer bei Zeitfahren am Etappenziel und im zweiten Zwischensprint vergeben wurden. Auf Basis der Gesamtwertung ergab sich die Nachwuchswertung, die für jene Fahrer vorbehalten war, die nach dem 1. Januar 1998 geboren wurden. Der Führende der Nachwuchswertung trug das Weiße Trikot.
Entsprechend den Regeln der UCI werden auf Etappen, bei denen ein Zielsprint erwartet wurde (die 2., 3., 4., 5., 6., 8., 10., 11., 12., 14., 17. und 21. Etappe), Fahrer die in den letzten drei Kilometern einen Sturz oder Defekt erleiden mit der Zeit der Gruppe für die Gesamtwertung berücksichtigt, in der sie sich zum Zeitpunkt dieses Ereignisses befanden. Auf der 2., 3., 5., 6., 10., 11., 14. und 21. Etappen werden Zeitabstände zwischen den Fahrern nur berücksichtigt, wenn zwischen ihnen mindestens drei Sekunden liegen; im Übrigen beträgt der Minimalabstand – außer bei Zeitfahren – eine Sekunde.
| Platzierung       | 1. | 2. | 3. |
| ----------------- | -- | -- | -- |
| Zielankunft       | 10 | 6  | 4  |
| 2. Zwischensprint | 3  | 2  | 1  |

Für die Gesamtwertung wurden insgesamt 592.670 Euro ausgeschüttet, darunter für die ersten drei Fahrer 265.668, 133.412 und 68.801 Euro. Der Träger der Maglia Rosa erhält täglich 2.000 Euro (insgesamt 42.000 €). In der Nachwuchswertung wurden insgesamt 45.750 Euro ausgeschüttet, darunter 10.000 € für den Sieger und 750 Euro für jeden Tag in der Maglia Bianca.

### Punktewertung
Der Führende in der Punktewertung trug das Violette Trikot (Maglia Ciclamino). Die Punktewertung ergibt sich aus der Addition der Punkte der Zielankünfte und dem jeweils ersten Zwischensprint einer Etappe. Bei der 106. Austragung wurden die Punktevergabe erneut nach der Charakteristik der Etappe gestaffelt, so wie es auch die Tour de France praktiziert. Auf Flachetappen wurden somit mehr Punkte vergeben als auf Bergetappen und in den Zeitfahren. Dies erhöhte die Chancen der Sprinter auf den Sieg in der Punktewertung.
| Kategorie                                               | 01. | 02. | 03. | 04. | 05. | 06. | 07. | 08. | 09. | 10. | 11. | 12. | 13. | 14. | 15. |
| ------------------------------------------------------- | --- | --- | --- | --- | --- | --- | --- | --- | --- | --- | --- | --- | --- | --- | --- |
| Kategorie A+B (Etappen 2, 5, 10, 11, 14, 17, 21)        | 50  | 35  | 25  | 18  | 14  | 12  | 10  | 08  | 07  | 06  | 05  | 04  | 03  | 03  | 01  |
| Kategorie C (Etappen 3, 4, 6, 8, 12)                    | 25  | 18  | 12  | 08  | 06  | 05  | 04  | 03  | 02  | 01  |     |     |     |     |     |
| Kategorie D+E (Etappen 1, 7, 9, 13, 15, 16, 18, 19, 20) | 15  | 12  | 09  | 07  | 06  | 05  | 04  | 03  | 02  | 01  |     |     |     |     |     |
| 1. Zwischensprint                                       | 12  | 08  | 06  | 05  | 04  | 03  | 02  | 01  |     |     |     |     |     |     |     |

Die ersten fünf der Punktewertung erhielten 10.000, 8.000, 6.000, 4.000 und 2.000 €. Für die entsprechende Tageswertung werden 700, 400 und 200 Euro ausgeschüttet. Der Träger der Maglia Ciclamino erhielt täglich 750 Euro.

### Bergwertung
Der Führende in der Bergwertung trug das Blaue Trikot (Maglia Azzurra). Diese Wertung ergab sich aus den Punkten, die für die Fahrer vergeben wurden, die einen klassifizierten Anstieg als Erste überqueren. Die Anstiege wurden nach ihrer Schwierigkeit in unterschiedliche Kategorien eingeteilt, wobei auf der Cima Coppi die meisten Punkte vergeben wurden. Insgesamt wurden im Rahmen der 106. Austragung 49 Bergwertungen überquert.
| Kategorie    | 1. | 2. | 3. | 4. | 5. | 6. | 7. | 8. | 9. |
| ------------ | -- | -- | -- | -- | -- | -- | -- | -- | -- |
| Cima Coppi   | 50 | 30 | 20 | 14 | 10 | 06 | 04 | 02 | 01 |
| 1. Kategorie | 40 | 18 | 12 | 09 | 06 | 04 | 02 | 01 |    |
| 2. Kategorie | 18 | 08 | 06 | 04 | 02 | 01 |    |    |    |
| 3. Kategorie | 09 | 04 | 02 | 01 |    |    |    |    |    |
| 4. Kategorie | 03 | 02 | 01 |    |    |    |    |    |    |

Die ersten Fünf der Bergwertung erhielten 5.000, 4.000, 3.000, 2.000 und 1.000 €. Für die entsprechende Tageswertung wurden 700, 400 und 200 Euro ausgeschüttet. Der Träger der Maglia Azzurra erhielt täglich 750 Euro.

### Mannschaftswertung
Die Mannschaftswertung ergab sich laut dem Reglement der UCI aus der Addition der Zeiten der drei besten Fahrer eines Teams auf jeder Etappe.
Die ersten fünf Mannschaften erhielten 5.000, 4.000, 3.000, 2.000 und 1.000 €. Für die entsprechende Tageswertung wurden 500, 300 und 100 Euro ausgeschüttet.

### Sonderpreise
Traguardi Volanti (dt. etwa: fliegende Ziele) ist die Zwischenwertung, für die bei beiden Zwischensprints Punkte vergeben wurden. Die ersten Fünf erhielten 8.000, 6.000, 4,000, 2.000 und 1.000 Euro. Für die einzelnen Etappen wurden 500, 400, 300, 200 und 100 € ausgeschüttet.
Der Premio Fuga belohnte den Fahrer mit den meisten Kilometern als Ausreißer. Der Sieger erhielt 4.500 €. Für die einzelnen Etappen wurden je 150 € ausgeschüttet.
Der Premio Fair Play ist die Fair-Play-Wertung der Teams, bei der es für jeden bestraften Reglementsverstoß Strafpunkte gab. Die ersten fünf Mannschaften erhielten 6.000, 4.000 und 3.000 Euro.

### Etappenpreisgelder
Für die 20 Erstplatzierten einer jeden Etappe wurden während der Rundfahrt insgesamt 578.340 Euro ausgeschüttet. Der jeweilige Etappensieger erhielt davon 11.010, der Zweite 5.508 und der Dritte 2.753 Euro.

### Karenzzeit
Die Karenzzeit war wie die Punktewertung nach der Charakteristik der Etappe gestaffelt. Die maximal zulässige Zeit ergab sich aus der Art der Etappe und der gefahrenen Geschwindigkeit des Siegers.
| Kategorie                                   | Karenzzeit in Prozent der Siegerzeit | Karenzzeit in Prozent der Siegerzeit | Karenzzeit in Prozent der Siegerzeit |
| ------------------------------------------- | ------------------------------------ | ------------------------------------ | ------------------------------------ |
| Kategorie A (Etappen 2, 17, 21)             | ≤ 40 km/h: 7 %                       | > 45 km/h: 8 %                       | > 45 km/h: 10 %                      |
| Kategorie B (Etappen 5, 10, 11, 14)         | ≤ 37 km/h: 9 %                       | > 37–41 km/h: 10 %                   | > 41 km/h: 11 %                      |
| Kategorie C (Etappen 3, 4, 6, 8, 12)        | ≤ 35 km/h: 11 %                      | 35–39 km/h: 12 %                     | > 39 km/h: 13 %                      |
| Kategorie D (Etappen 7, 13, 15, 16, 18, 19) | ≤ 30 km/h: 16 %                      | > 30–34 km/h: 17 %                   | > 34 km/h: 18 %                      |
| Kategorie E (Etappen 1, 9, 20)              | 30 %                                 | 30 %                                 | 30 %                                 |

## Wertungen im Verlauf
| Etappe         | Etappensieger          | Gesamtwertung Maglia Rosa | Punktewertung Maglia Ciclamino | Bergwertung Maglia Azzurra | Nachwuchswertung Maglia Bianca | Teamwertung        |
| -------------- | ---------------------- | ------------------------- | ------------------------------ | -------------------------- | ------------------------------ | ------------------ |
| 1              | Remco Evenepoel        | Remco Evenepoel           | Remco Evenepoel (1)            | Tao Geoghegan Hart         | Remco Evenepoel (2)            | Ineos Grenadiers   |
| 2              | Jonathan Milan         | Remco Evenepoel           | Jonathan Milan                 | Paul Lapeira               | Remco Evenepoel (2)            | UAE Team Emirates  |
| 3              | Michael Matthews       | Remco Evenepoel           | Jonathan Milan                 | Thibaut Pinot              | Remco Evenepoel (2)            | UAE Team Emirates  |
| 4              | Aurélien Paret-Peintre | Andreas Leknessund        | Jonathan Milan                 | Thibaut Pinot              | Andreas Leknessund (3) (4) (5) | Ineos Grenadiers   |
| 5              | Kaden Groves           | Andreas Leknessund        | Jonathan Milan                 | Thibaut Pinot              | Andreas Leknessund (3) (4) (5) | Ineos Grenadiers   |
| 6              | Mads Pedersen          | Andreas Leknessund        | Jonathan Milan                 | Thibaut Pinot              | Andreas Leknessund (3) (4) (5) | Ineos Grenadiers   |
| 7              | Davide Bais            | Andreas Leknessund        | Jonathan Milan                 | Davide Bais                | Andreas Leknessund (3) (4) (5) | Ineos Grenadiers   |
| 8              | Ben Healy              | Andreas Leknessund        | Jonathan Milan                 | Davide Bais                | Andreas Leknessund (3) (4) (5) | Ineos Grenadiers   |
| 9              | Remco Evenepoel        | Remco Evenepoel           | Jonathan Milan                 | Davide Bais                | Remco Evenepoel                | Ineos Grenadiers   |
| 10             | Magnus Cort Nielsen    | Geraint Thomas (6)        | Jonathan Milan                 | Davide Bais                | João Almeida (7)               | Ineos Grenadiers   |
| 11             | Pascal Ackermann       | Geraint Thomas (6)        | Jonathan Milan                 | Davide Bais                | João Almeida (7)               | Ineos Grenadiers   |
| 12             | Nico Denz              | Geraint Thomas (6)        | Jonathan Milan                 | Davide Bais                | João Almeida (7)               | Jumbo-Visma        |
| 13             | Einer Rubio            | Geraint Thomas (6)        | Jonathan Milan                 | Thibaut Pinot              | João Almeida (7)               | Jumbo-Visma        |
| 14             | Nico Denz              | Bruno Armirail            | Jonathan Milan                 | Davide Bais                | João Almeida (7)               | Bahrain Victorious |
| 15             | Brandon McNulty        | Bruno Armirail            | Jonathan Milan                 | Davide Bais                | João Almeida (7)               | Bahrain Victorious |
| 16             | João Almeida           | Geraint Thomas            | Jonathan Milan                 | Ben Healy                  | João Almeida (7)               | Bahrain Victorious |
| 17             | Alberto Dainese        | Geraint Thomas            | Jonathan Milan                 | Ben Healy                  | João Almeida (7)               | Bahrain Victorious |
| 18             | Filippo Zana           | Geraint Thomas            | Jonathan Milan                 | Thibaut Pinot              | João Almeida (7)               | Bahrain Victorious |
| 19             | Santiago Buitrago      | Geraint Thomas            | Jonathan Milan                 | Thibaut Pinot              | João Almeida (7)               | Bahrain Victorious |
| 20             | Primož Roglič          | Primož Roglič             | Jonathan Milan                 | Thibaut Pinot              | João Almeida (7)               | Bahrain Victorious |
| 21             | Mark Cavendish         | Primož Roglič             | Jonathan Milan                 | Thibaut Pinot              | João Almeida (7)               | Bahrain Victorious |
| Wertungssieger | Wertungssieger         | Primož Roglič             | Jonathan Milan                 | Thibaut Pinot              | João Almeida                   | Bahrain Victorious |

## Endstände
| \| Gesamtwertung \| Gesamtwertung \| Gesamtwertung \| Gesamtwertung \| Gesamtwertung \| \| Fahrer \| Fahrer \| Land \| Team \| Zeit \| \| ------------- \| ---------------------- \| ---------------------- \| ------------------ \| ---------------- \| \| 1. \| Primož Roglič \| Slowenien \| Jumbo-Visma \| 85 h 29 min 02 s \| \| 2. \| Geraint Thomas \| Vereinigtes Königreich \| Ineos Grenadiers \| + 14 s \| \| 3. \| João Almeida \| Portugal \| UAE Team Emirates \| + 1 min 15 s \| \| 4. \| Damiano Caruso \| Italien \| Bahrain Victorious \| + 4 min 40 s \| \| 5. \| Thibaut Pinot \| Frankreich \| Groupama-FDJ \| + 5 min 43 s \| \| 6. \| Thymen Arensman \| Niederlande \| Ineos Grenadiers \| + 6 min 05 s \| \| 7. \| Eddie Dunbar \| Irland \| Team Jayco AlUla \| + 7 min 30 s \| \| 8. \| Andreas Leknessund \| Norwegen \| Team DSM \| + 7 min 31 s \| \| 9. \| Lennard Kämna \| Deutschland \| Bora-Hansgrohe \| + 7 min 46 s \| \| 10. \| Laurens De Plus \| Belgien \| Ineos Grenadiers \| + 9 min 08 s \| \| 11. \| Einer Rubio \| Kolumbien \| Movistar Team \| + 10 min 43 s \| \| 12. \| Ilan Van Wilder \| Belgien \| Soudal Quick-Step \| + 11 min 58 s \| \| 13. \| Santiago Buitrago \| Kolumbien \| Bahrain Victorious \| + 12 min 21 s \| \| 14. \| Sepp Kuss \| Vereinigte Staaten \| Jumbo-Visma \| + 13 min 09 s \| \| 15. \| Aurélien Paret-Peintre \| Frankreich \| AG2R Citroën Team \| + 14 min 13 s \| \| 16. \| Bruno Armirail \| Frankreich \| Groupama-FDJ \| + 17 min 16 s \| \| 17. \| Warren Barguil \| Frankreich \| Arkéa-Samsic \| + 24 min 06 s \| \| 18. \| Filippo Zana \| Italien \| Team Jayco AlUla \| + 33 min 22 s \| \| 19. \| Jack Haig \| Australien \| Bahrain Victorious \| + 34 min 46 s \| \| 20. \| Patrick Konrad \| Österreich \| Bora-Hansgrohe \| + 37 min 57 s \| |                        |                        |                    |                  |
| |                        |                        |                    |                  |
| Quelle: ProCyclingStats |                        |                        |                    |                  |
| Gesamtwertung |                        |                        |                    |                  |
| Fahrer | Fahrer                 | Land                   | Team               | Zeit             |
| 1. | Primož Roglič          | Slowenien              | Jumbo-Visma        | 85 h 29 min 02 s |
| 2. | Geraint Thomas         | Vereinigtes Königreich | Ineos Grenadiers   | + 14 s           |
| 3. | João Almeida           | Portugal               | UAE Team Emirates  | + 1 min 15 s     |
| 4. | Damiano Caruso         | Italien                | Bahrain Victorious | + 4 min 40 s     |
| 5. | Thibaut Pinot          | Frankreich             | Groupama-FDJ       | + 5 min 43 s     |
| 6. | Thymen Arensman        | Niederlande            | Ineos Grenadiers   | + 6 min 05 s     |
| 7. | Eddie Dunbar           | Irland                 | Team Jayco AlUla   | + 7 min 30 s     |
| 8. | Andreas Leknessund     | Norwegen               | Team DSM           | + 7 min 31 s     |
| 9. | Lennard Kämna          | Deutschland            | Bora-Hansgrohe     | + 7 min 46 s     |
| 10. | Laurens De Plus        | Belgien                | Ineos Grenadiers   | + 9 min 08 s     |
| 11. | Einer Rubio            | Kolumbien              | Movistar Team      | + 10 min 43 s    |
| 12. | Ilan Van Wilder        | Belgien                | Soudal Quick-Step  | + 11 min 58 s    |
| 13. | Santiago Buitrago      | Kolumbien              | Bahrain Victorious | + 12 min 21 s    |
| 14. | Sepp Kuss              | Vereinigte Staaten     | Jumbo-Visma        | + 13 min 09 s    |
| 15. | Aurélien Paret-Peintre | Frankreich             | AG2R Citroën Team  | + 14 min 13 s    |
| 16. | Bruno Armirail         | Frankreich             | Groupama-FDJ       | + 17 min 16 s    |
| 17. | Warren Barguil         | Frankreich             | Arkéa-Samsic       | + 24 min 06 s    |
| 18. | Filippo Zana           | Italien                | Team Jayco AlUla   | + 33 min 22 s    |
| 19. | Jack Haig              | Australien             | Bahrain Victorious | + 34 min 46 s    |
| 20. | Patrick Konrad         | Österreich             | Bora-Hansgrohe     | + 37 min 57 s    |

| Punktewertung | Punktewertung       | Punktewertung          | Punktewertung         | Punktewertung |
| Fahrer        | Fahrer              | Land                   | Team                  | Punkte        |
| ------------- | ------------------- | ---------------------- | --------------------- | ------------- |
| 1.            | Jonathan Milan      | Italien                | Bahrain Victorious    | 217 P.        |
| 2.            | Derek Gee           | Kanada                 | Israel-Premier Tech   | 164 P.        |
| 3.            | Michael Matthews    | Australien             | Team Jayco AlUla      | 101 P.        |
| 4.            | Mark Cavendish      | Vereinigtes Königreich | Astana Qazaqstan Team | 101 P.        |
| 5.            | Pascal Ackermann    | Deutschland            | UAE Team Emirates     | 95 P.         |
| 6.            | Toms Skujiņš        | Lettland               | Trek-Segafredo        | 91 P.         |
| 7.            | Nico Denz           | Deutschland            | Bora-Hansgrohe        | 77 P.         |
| 8.            | Magnus Cort Nielsen | Dänemark               | EF Education-EasyPost | 68 P.         |
| 9.            | Alberto Dainese     | Italien                | Team DSM              | 63 P.         |
| 10.           | Primož Roglič       | Slowenien              | Jumbo-Visma           | 56 P.         |

| Bergwertung | Bergwertung            | Bergwertung | Bergwertung                        | Bergwertung |
| Fahrer      | Fahrer                 | Land        | Team                               | Punkte      |
| ----------- | ---------------------- | ----------- | ---------------------------------- | ----------- |
| 1.          | Thibaut Pinot          | Frankreich  | Groupama-FDJ                       | 237 P.      |
| 2.          | Derek Gee              | Kanada      | Israel-Premier Tech                | 200 P.      |
| 3.          | Ben Healy              | Irland      | EF Education-EasyPost              | 164 P.      |
| 4.          | Davide Bais            | Italien     | Eolo-Kometa                        | 144 P.      |
| 5.          | Einer Rubio            | Kolumbien   | Movistar Team                      | 118 P.      |
| 6.          | Primož Roglič          | Slowenien   | Jumbo-Visma                        | 86 P.       |
| 7.          | Santiago Buitrago      | Kolumbien   | Bahrain Victorious                 | 82 P.       |
| 8.          | Davide Gabburo         | Italien     | Green Project-Bardiani CSF-Faizanè | 69 P.       |
| 9.          | João Almeida           | Portugal    | UAE Team Emirates                  | 67 P.       |
| 10.         | Aurélien Paret-Peintre | Frankreich  | AG2R Citroën Team                  | 56 P.       |

| Nachwuchswertung | Nachwuchswertung   | Nachwuchswertung   | Nachwuchswertung         | Nachwuchswertung  |
| Fahrer           | Fahrer             | Land               | Team                     | Zeit              |
| ---------------- | ------------------ | ------------------ | ------------------------ | ----------------- |
| 1.               | João Almeida       | Portugal           | UAE Team Emirates        | 85 h 30 min 17 s  |
| 2.               | Thymen Arensman    | Niederlande        | Ineos Grenadiers         | + 4 min 50 s      |
| 3.               | Andreas Leknessund | Norwegen           | Team DSM                 | + 6 min 16 s      |
| 4.               | Einer Rubio        | Kolumbien          | Movistar Team            | + 9 min 28 s      |
| 5.               | Ilan Van Wilder    | Belgien            | Soudal Quick-Step        | + 10 min 43 s     |
| 6.               | Santiago Buitrago  | Kolumbien          | Bahrain Victorious       | + 11 min 06 s     |
| 7.               | Filippo Zana       | Italien            | Team Jayco AlUla         | + 32 min 07 s     |
| 8.               | Laurens Huys       | Belgien            | Intermarché-Circus-Wanty | + 51 min 03 s     |
| 9.               | Brandon McNulty    | Vereinigte Staaten | UAE Team Emirates        | + 1 h 06 min 28 s |
| 10.              | Marco Frigo        | Italien            | Israel-Premier Tech      | + 1 h 23 min 21 s |

| Mannschaftswertung | Mannschaftswertung    | Mannschaftswertung           | Mannschaftswertung |
| Team               | Team                  | Land                         | Zeit               |
| ------------------ | --------------------- | ---------------------------- | ------------------ |
| 1.                 | Bahrain Victorious    | Bahrain                      | 256 h 21 min 18 s  |
| 2.                 | Ineos Grenadiers      | Vereinigtes Königreich       | + 16 min 22 s      |
| 3.                 | Jumbo-Visma           | Niederlande                  | + 30 min 40 s      |
| 4.                 | UAE Team Emirates     | Vereinigte Arabische Emirate | + 51 min 53 s      |
| 5.                 | AG2R Citroën Team     | Frankreich                   | + 1 h 21 min 30 s  |
| 6.                 | Bora-Hansgrohe        | Deutschland                  | + 1 h 25 min 31 s  |
| 7.                 | Astana Qazaqstan Team | Kasachstan                   | + 1 h 31 min 44 s  |
| 8.                 | Team Jayco AlUla      | Australien                   | + 1 h 32 min 51 s  |
| 9.                 | Israel-Premier Tech   | Israel                       | + 1 h 51 min 54 s  |
| 10.                | EF Education-EasyPost | Vereinigte Staaten           | + 2 h 18 min 52 s  |